# (34929) 6522 P-L
6522 P-L (asteroide 34929) é um asteroide da cintura principal. Possui uma excentricidade de 0.17714620 e uma inclinação de 3.06507º.
Este asteroide foi descoberto no dia 26 de setembro de 1960 por Cornelis Johannes van Houten e Ingrid van Houten-Groeneveld e Tom Gehrels em Palomar.